# Zdrowa krolewno miłosierdzia
Zdrowa krolewno miłosierdzia – tłumaczenie antyfony maryjnej Salve Regina na język polski z XIV-XV w.
Zachowało się ponad dwadzieścia polskich redakcji antyfony wierszem lub prozą z XIV-XV w. Najstarsze tłumaczenie prozą, być może z końca XIV w., zostało odnaleziona przez Ł. Gołębiowskiego w zaginionym dziś rękopisie datowanym na 1406. Opublikował je drukiem Wacław Maciejowski w 1852. Najstarsze znane tłumaczenie wierszem (incipit: Zdrawa gospodzie milosti) znajdowało się w zaginionym Kancjonale Przeworszczyka z 1435, opisanym przez Michała Juszyńskiego w 1820. Przekład ten oparto na wersji czeskiej. Tłumaczenie to składało się z 15 nieregularnych wersów bez podziału na strofy. W tekście występowały liczne bohemizmy. Zbliżona wierszowana redakcja znalazła się w dziele Żywot Pana Jezu Krysta Baltazara Opeca w wydaniu II z 1522.